# Kategoria Superiore 2007-2008
La Kategoria Superiore  fu la 69ª edizione del campionato albanese di calcio. Iniziò il 25 agosto 2007 e si concluse il 17 maggio 2008 con la vittoria finale della Dinamo Tirana, al suo diciassettesimo titolo.
Capocannoniere del torneo fu Vioresin Sinani (Vllaznia) con 20 reti.

## Formula
Come nella stagione precedente le squadre partecipanti furono 12 e disputarono un turno di andata-ritorno-andata per un totale di 33 partite.
Le ultime due classificate furono retrocesse in Kategoria e Parë mentre terzultima e quartultima giocarono uno spareggio con la terza e quarta classificata della seconda serie.
Le squadre qualificate alle coppe europee furono quattro: la vincente del campionato fu ammessa alla UEFA Champions League 2008-2009, la seconda classificata e la vincente della Coppa d'Albania alla Coppa UEFA 2008-2009 più un'ulteriore squadra alla Coppa Intertoto 2008.

## Squadre partecipanti
| Squadra          | Città   | Stadio             | Stagione 2006-2007 |
| ---------------- | ------- | ------------------ | ------------------ |
| Partizani Tirana | Tirana  |                    | 4°                 |
| Tirana           | Tirana  |                    | Campione d'Albania |
| Dinamo Tirana    | Tirana  |                    | 5°                 |
| Besa Kavajë      | Kavajë  |                    | 6°                 |
| Vllaznia         | Scutari |                    | 3°                 |
| Teuta            | Durazzo |                    | 2°                 |
| KS Kastrioti     | Croia   | Stadiumi Kastrioti | 8°                 |
| Shkumbini        | Peqin   |                    | 10°                |
| KS Elbasani      | Elbasan |                    | 7°                 |
| KS Flamurtari    | Valona  |                    | 9°                 |
| KS Besëlidhja    | Alessio |                    | Kategoria e Parë   |
| Skënderbeu       | Coriza  |                    | Kategoria e Parë   |

## Classifica finale
|                    | Pos. | Squadra           | Pt | G  | V  | N  | P  | GF | GS | DR  |
| ------------------ | ---- | ----------------- | -- | -- | -- | -- | -- | -- | -- | --- |
| Albania (bandiera) | 1.   | Dinamo Tirana     | 70 | 33 | 21 | 7  | 5  | 56 | 14 | +42 |
|                    | 2.   | Partizani Tirana  | 65 | 33 | 18 | 11 | 4  | 47 | 22 | +25 |
|                    | 3.   | Besa Kavajë       | 56 | 33 | 17 | 5  | 11 | 45 | 36 | +9  |
|                    | 4.   | Elbasani          | 52 | 33 | 13 | 13 | 7  | 40 | 24 | +16 |
|                    | 5.   | Shkumbini Peqin   | 50 | 33 | 14 | 8  | 11 | 35 | 28 | +7  |
|                    | 6.   | Tirana            | 49 | 33 | 14 | 7  | 12 | 46 | 36 | +10 |
|                    | 7.   | Vllaznia          | 45 | 33 | 12 | 19 | 12 | 46 | 46 | 0   |
|                    | 8.   | Flamurtari Valona | 44 | 33 | 10 | 14 | 9  | 35 | 37 | -2  |
|                    | 9.   | Teuta             | 35 | 33 | 9  | 8  | 16 | 32 | 45 | -13 |
|                    | 10.  | Kastrioti         | 35 | 33 | 10 | 5  | 18 | 24 | 43 | -19 |
|                    | 11.  | Besëlidhja        | 34 | 33 | 9  | 7  | 17 | 31 | 52 | -21 |
|                    | 12.  | Skënderbeu        | 11 | 33 | 3  | 2  | 28 | 26 | 80 | -54 |

Legenda:

      Campione d'Albania e ammesso alla UEFA Champions League
      Ammesso alla Coppa UEFA
      Ammesso alla Coppa Intertoto
      Retrocesso in Kategoria e Dytë
Note:

Tre punti a vittoria, uno a pareggio, zero a sconfitta.

### Play-off Retrocessione/Promozione
| Tirana 24 maggio 2007                                                   | Teuta     | 2 – 1 (d.t.s.) | Burreli | Qemal Stafa Stadium |
| \| \| \| \| \| Dushku 7’ Hodo 114’ (rig.) \| Marcatori \| 90’ Xhixha \| |           |                |         |                     |
|                                                                         |           |                |         |                     |
| Dushku 7’ Hodo 114’ (rig.)                                              | Marcatori | 90’ Xhixha     |         |                     |

| Tirana 25 maggio 2007                        | Kastrioti            | 0 – 0 (d.t.s.) | Lushnja | Qemal Stafa Stadium |
| \| \| \| \| \| \| Tiri di rigore 2 – 4 \| \| |                      |                |         |                     |
|                                              |                      |                |         |                     |
|                                              | Tiri di rigore 2 – 4 |                |         |                     |

- Campione: Dinamo Tirana
- Qualificata alla UEFA Champions League: Dinamo Tirana
- Qualificata alla Coppa UEFA: Partizani Tirana, Vllaznia
- Qualificata alla Coppa Intertoto: Besa Kavajë
- Retrocessa in Kategoria e Parë: Kastrioti, Skënderbeu, Besëlidhja